# La Danseuse de Broadway

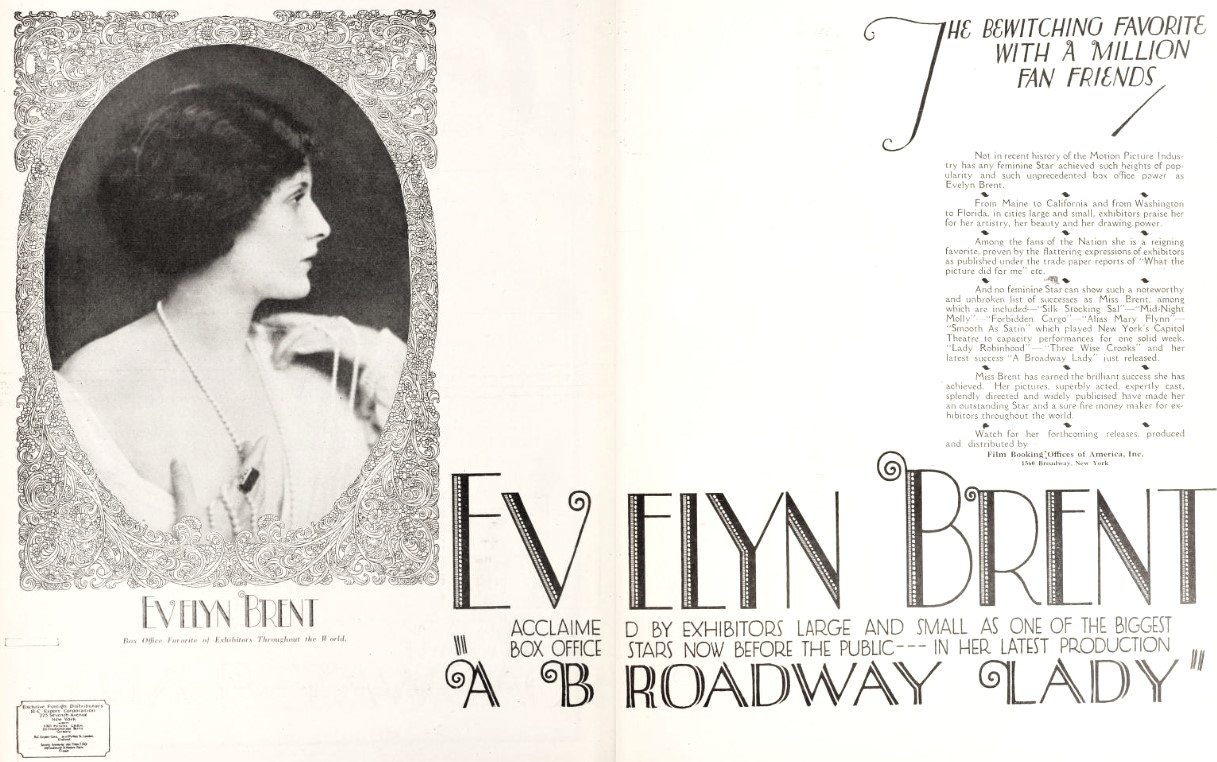
Annonce du film dans le magazine Motion Picture News

 La Danseuse de Broadway (Broadway Lady) est un film américain réalisé par Wesley Ruggles et sorti en 1925.

## Synopsis
Un jeune homme issu d'une famille aristocratique est attiré par Evelyn, une jeune danseuse. Sa famille l'invite à une réception. Pour leur donner une leçon sur leur snobisme, elle épouse ce jeune homme. Sa sœur s'éprend de Martyn, un libertin. Pour lui venir en aide, Evelyn se rend à l'appartement de Martyn. Il est abattu et Evelyn est accusée de ce meurtre. Il se trouve que Mary, une fille avec laquelle Evelyn s'est liée d'amitié, s'est disputée avec Martyn et que le tir était accidentel. Les deux jeunes femmes sont libérées et la famille de Bob est heureuse de recevoir Evelyn comme membre de la famille.

## Fiche technique
- Réalisation : Wesley Ruggles
- Scénario : Fred Myton
- Production : Robertson-Cole Pictures Corporation
- Distributeur : Film Booking Offices of America
- Genre : Mélodrame[1]
- Durée : 6 bobines[2]
- Date de sortie : 15 novembre 1925

## Distribution
- Evelyn Brent : Rosalie Ryan
- Marjorie Bonner : Mary Andrews
- Theodore von Eltz : Bob Westbrook
- Joyce Compton : Phyllis Westbrook

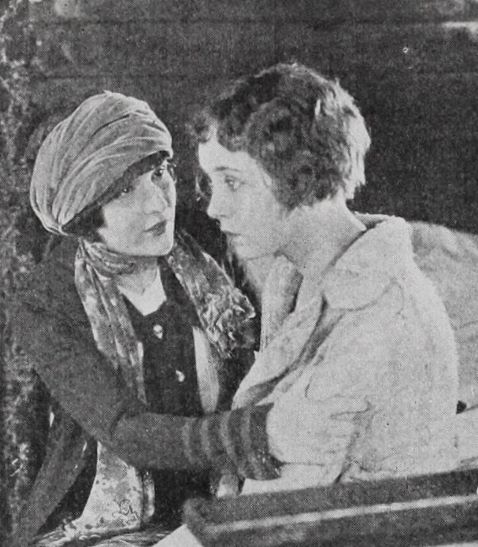
Evelyn Brent et Joyce Compton dans une scène du film.

- Clarissa Selwynne : Mrs. Westbrook
- Ernest Hilliard : Martyn Edwards
- John Gough : Johnny
- Miki Morita